# 1853 au Nouveau-Brunswick
Chronologie du Nouveau-Brunswick
- 1849
- 1850
- 1851
- 1852
- 1853
- 1854
- 1855
- 1856
- 1857

Cette page concerne des événements qui se sont produits durant l'année 1853 dans la colonie du Nouveau-Brunswick.

## Événements
- William Smith succède à James Olive au poste de maire de Saint-Jean.

## Naissances
- 25 septembre : Henry Robert Emmerson, premier ministre du Nouveau-Brunswick de 1897 à 1900.

## Décès
- 31 mars : William Crane, député